# Одемарс Пиге Холдинг
Одемарс Пиге Холдинг је швајцарски произвођач ултра-ликсузних сатова, са седиштем у Ле Брасусу, у Швајцарској. Компанију су основали Жил Луј Одемарс и Едвард Огуст Пиге у Долини Жуа 1875. године, а име Одемарс Пиге & Си добила је 1881. године. Компанија је од свог оснивања у поседу породице.
Најпознатија је по представљању ручног сата Ројал Оак 1972. године, који је помогао бренду да стекне престиж у индустрији производње сатова. Једно од њених ранијих достигнућа било је стварање првог механизма са понављањем минута 1892. године. Компанија је развила први "скелетон" сат 1934. године и производила неке од најтањих сатова, као што је ултра-танки аутоматски турбилонски ручни сат из 1986. године (Калибар 2870).

## Историја

### Рана историја
Жил Луј Одемарс и Едвард Огуст Пиге су се познавали из детињства, али нису били у контакту до 1874. године, када су били у раним двадесетим годинама. 1875. године, они су основали партнерство са Леседи Селапјаном и почели свој бизнис. 1881. године, Одемарс Пиге & Си је званично основана и имала је седиште у Ле Брасусу, селу унутар Долине Жуа у Швајцарској.
И Одемарс и Пиге били су претходно произвођачи сатова. Oдемарс је креирао комплексне механизме сатова за друге произвођаче сатова као што је Тифани и Ко. Пиге је специјализован за регулисање механизама покрета сатова. Једном када су се удружили, поделили су одговорности док су водили сопствену компанију: Одемарс је био одговоран за производњу и техничке аспекте док се Пиге фокусирао на продају и менаџмент.
Друга генерација вођа компаније укључивале су Пола Лујја Одемарса и Пола Едварда Пигеа, а трећа генерација укључивала је Жак Луја Одемарса и Полета Пигеа.

### Недавни напредак
1970-их година, Одемарс Пиге је стекао важну позицију у индустрији производње сатова, посебно након увођења колекције Ројал Оак.
Слоган Одемарс Пигеa је "Да бисте прекршили правила, прво морате овладати њима", уведен је 2012. године.
Вође компаније четврте генерације су оба из породице Одемарс, укључујући Јасмин Одемарс и Оливијеа Франк Едварда Одемарса. Тренутно, компанија је активан члан Федерације швајцарске часовничарске индустрије ФХ, и годишње производи око 40,000 сатова.

## Производња сатова

### Значајни изуми и патенти
Ево неколико значајних изума Одемарс Пигеa:
- 1892. године, креиран је први механизам са понављањем минута за ручни сат, који је затим продат браћи Луј Брант (Омега).[9][10][20]
- 1899. године, произведен је „Велика компликација“ џепни сат са 7 "компликација," укључујући главни и мали удар, понављање минута, аларм, перпетуални календар, статичке секунде, хронограф са скокним секундама и дупли хронограф.[5][11]
- 1921. године, креиран је први ручни сат са скочним сатом, са погоном калибра ХПВМ10.[5][11][12]
- 1934. године, представљен је први "скелетон" сат.[12][21]
- 1946. године, произведен је најтањи сат, са калибром дебљине од 1,64 mm.[22][23][24]
- 1972. године, представљен је први ручни луксузни спортски сат, Ројал Оак.[5][25]
- 1986. године, креиран је ултра-танки аутоматски турбилонски ручни сат (Калибар 2870), дебљине само 5,3 mm (укључујући кућиште).[5][26]
- 1995/96. године, произведен је први аутоматски „Велика компликација“ ручни сат (Калибар 2885).[5][27]
- 2006. године, представљен је први механизам са директним импулсом, заснован на дизајну мајстора за часовнике Роберта Робина из 18. века.[5][28][29]
- 2007/08. године, развијен је први сат са карбонским кућиштем и карбонским механизмом (Ројал Оак Карбон Концепт).[5][30]
- У 2015. години, лансиран је први механички хронограф са независном меморијом , под именом Ројал Оак концепт Лаптимер Михаел Шумахер.[31]
- У 2019. години, представљен је најтањи аутоматски перпетуални календар.[32]

### Оцена околине
У децембру 2018. године, Светски фонд за природу (ВВФ) објавио је извештај у коме је додељивао оцене за околину за 15 водећих произвођача сатова и накита у Швајцарској. Одемарс Пиге је добио најнижу оцену, "Заостали/Нетранспарентни", што указује да је произвођач предузео веома мали број акција које се односе на утицај његових производних активности на околину и климатске промене.

## Значајни модели
Тренутни асортиман Одемарс Пиге колекција сатова укључује Ројал Оак, Ројал Оак Концепт, Ројал Оак Офшор, Миленари, Жил Одемарс, От Жоајери, Класик и Код 11.59.

### Ројал Оак/Концепт/Офшор
Ројал Оак се сматра најпопуларнијим сатом који тренутно производи Одемарс Пиге. Први пут је представљен на сајму Базелворлд 1972. године, током кварцне кризе. Дизајнирао га је Жерал Џента, који је такође заслужан за дизајнирање других значајних сатова, укључујући и Патек Филип Наутилус. Модел Ројал Оак се сматра првим луксузним спортским сатом на свету. Назван по ратним бродовима, који симболизују краљевски храст Карла II. Сат је инспирисан традиционалним ронилачким кацигама и стога има изложене шрафове, као и јединствен дизајн кућишта. Сат такође има интегрисану челичну наруквицу.
Да би обележио 20. годишњицу Ројал Оак модела, Одемарс Пиге је ангажовао младог дизајнера, Емануела Геа, да дизајнира нови сат познат као Ројал Оак Офшор. Офшор је званично представљен 1993. године, са много већим кућиштем (42мм у поређењу са оригиналних 39мм), које се сматрало отпорнијим од оригиналног. Нови сат показао се подједнако успешним као и оригинални.

### Миленари
Миленари колекција је покренута 1995. године да би гледаоцима пружила тродимензионални приказ стандардног механизма сата. Карактеришу их овална кућишта, као и куполасто стакло од кристала сафира. Истакнут је нецентрални циферблат са погледом на балансни механизам. Одемарс Пиге тврди да је њихов калибар 4104 обрнут да би се на циферблату могло видети више компоненти. Сви Миленари сатови деле кућиште и јединствени украс на механизму циферблата.

### Жил Одемарс
Названа по једном од оснивача, колекција Жил Одемарс је инспирисана традиционалнијим Одемарс Пиге дизајновима. 1875. године, Жил Одемарс креирао је око 20 веома комплексних механизама, које је касније користио као залог када је са Едвардом Пигеом основао Одемарс Пиге & Си 1881. године. Ови механизми означили су почетак Одемарс Пиге. Сви сатови у овој колекцији имају кружни облик, а неки од њих такође имају компликације као што су турбилон, понављач минута и перпетуални календар.

### Код 11.59
Представљена на "Међународном сајму високог часовничарства СИХХ 2019. године", колекција Код 11.59 је најновији додатак Одемарс Пиге линији. Колекција се истиче по неколико уникатних карактеристика. Сви Код 11.59 сатови имају обод са цифрама које приказују секунде за моделе са само временом, тахометар за хронографске моделе и индикатор недеље за моделе са перпетуалним календаром. Кристали на сатовима у овој колекцији имају јединствен облик који мења начин на који циферблат изгледа под одређеним угловима. Сви Код 11.59 сатови имају дизајн кућишта са три дела са осмоуглом секцијом у средини.